# Jean-Jacques Justafré
 (octobre 2010).
Si vous disposez d'ouvrages ou d'articles de référence ou si vous connaissez des sites web de qualité traitant du thème abordé ici, merci de compléter l'article en donnant les références utiles à sa vérifiabilité et en les liant à la section « Notes et références ».
Jean-Jacques Justafré (né à Casablanca le 21 mars 1953) est un musicien, cor solo et chef d'orchestre.

## Biographie

### Études
Il a reçu, à l’unanimité du jury, le premier prix au Conservatoire de Paris puis a été lauréat du Concours de Munich. Il a également obtenu le premier prix de musique de chambre à Salzbourg.

### Carrière de cor solo
Il est actuellement cor solo de l’Orchestre philharmonique de Radio France.
Jean-Jacques Justafré s’est produit dans le monde entier : concerts en France, où il est soliste invité par les orchestres symphoniques sous la direction d'Emmanuel Krivine, Theodor Guschlbauer, Alain Lombard, Marek Janowski, Leonard Bernstein, Sir Georg Solti, Pierre Boulez, Karl Böhm, Seiji Ozawa, Esa-Pekka Salonen, et aussi à l’étranger, en Allemagne, au Japon, en Chine, aux États-Unis et au Canada. Il est également sollicité par des solistes comme Pierre Amoyal, François-René Duchâble, Michel Beroff, Régis Pasquier, Jean-François Heisser, etc. pour participer à des concerts de musique de chambre. Il a créé une œuvre de Michael Levinas : Appels.
Avec Jean-François Paillard il a enregistré pour la firme BMG une dizaine d'enregistrements dont les concertos pour cor de Mozart (disque d'or en 1991) le premier concerto Brandebourgeois de JS Bach, mais aussi Water Music et Firewooks Music de Haendel.

### Carrière de chef d'orchestre
Au cours de sa carrière, Jean-Jacques Justafré a dirigé plusieurs orchestres, de la petite formation à l'ensemble symphonique. Il a fondé et dirige actuellement plusieurs groupes de Jazz : JUST'A 5 et JUST'A 7. Il a dirigé le Grand Orchestre de Paul Mauriat pour une tournée en 2005, à la demande de Maestro Mauriat. Fin 2009, il a dirigé son propre orchestre lors d'une tournée couronnée de succès au Japon et en Corée du Sud pour un spectacle "Memorial Concert of Paul Mauriat : Merci Paul !" (suivi de la sortie d'un double CD Live). Il a été invité à diriger les opéras suivants : « La Traviata » de Verdi (2009) et « Faust » de Gounod (2010) et a été salué par la critique et par le public[réf. nécessaire]. Au printemps 2010, Jean-Jacques a créé le Grand Orchestre de Jean-Jacques Justafré pour un spectacle Tribute to Paul Mauriat pour rendre hommage à la musique de ce compositeur du XXe siècle avec lequel il a longtemps collaboré.

### Le jazz
Également passionné de jazz, Jean-Jacques Justafré reçoit en 1990 la Victoire de la musique catégorie « Meilleur disque de musique contemporaine» pour la création de « Chorus et Interludes pour cor », quartette de jazz et orchestre de Marius Constant,(Editions Erato). Il a participé à des concerts avec Michel Legrand, François Janneau, Chet Baker… et a créé en 1992 le quintette de cuivres « JUST'A 5 ». En 2006, il crée également « JUST'A 7 Band », une formation originale et inédite (4 cors, 1 trompette bugle, 1 guitare, 1 contrebasse et une batterie ; premier CD sorti en 2009).
Jean-Jacques Justafré a joué avec : Ron Carter, Phil Woods, Chet Baker, Oscar Peterson et Milt Jackson Vibraphone. Il a également collaboré avec Don Costa (l’arrangeur de Sinatra), Frank Zappa (Los Angeles) et Jerry Lewis. Il a travaillé avec les musiciens de jazz tels que : François Jeanneau, Daniel Humair, Jean François Jenny-Clark, Michel Benita, François Mechali, Patrice Caratini, Marc Ducret, André Cecarelli, Ron Carter, Dizzy Gillespie, N’Guyen Lee...

### Autres activités artistiques
Parallèlement à ces activités, Jean-Jacques Justafré est régulièrement invité au Japon, en Chine, en Corée, à Hong-kong, aux États-Unis, au Canada et en Amérique Latine, etc. il y donne de nombreuses Master Classes et enseigne dans diverses académies d’été. 
Ses qualités pédagogiques et son envie de transmettre lui permettent également d'enseigner la pratique du cor dans différents conservatoires. Jean-Jacques Justafré a aussi travaillé avec des compositeurs comme :  Michel Legrand, Francis Lai, Paul Mauriat, Ivan Jullien, Christian Gaubert, Jean Musy, Michel Colombier, Georges Delerue, Yvan Cassar, William Sheller, Martial Solal, Jean-Claude Petit, Lalo Shifrin, John Barry, Ennio Morricone, Miklos Rosza, Frank Zappa, John Scott, Vladimir Cosma, François Raubert, Jean Michel Defaye, Quincy Jones, etc.
Sur scène, sur les plateaux de télévision, pour des musiques de films ou lors d'enregistrement de disques en studio, Jean-Jacques Justafré a accompagné de nombreux artistes : Henri Salvador, Charles Aznavour, Jacques Brel, Claude François, Joe Dassin, Jerry Lewis, Johnny Hallyday, Dave, Michel Leeb, Juliette Gréco, etc.

## Discographie
- Johannes Brahms et György Ligeti, Trios pour violon, cor et piano, avec Henri Barda, piano, et Élisabeth Balmas, violon (CD, Actes Sud, 1996) (BNF 38341295)